# 大福寺 (中央市)
大福寺（だいふくじ）は、山梨県中央市大鳥居に所在する寺院。真言宗智山派寺院で山号は飯室山、院号は正智院、本尊は不動明王。甲斐百八霊場第49番札所。

## 概要
所在する中央市大鳥居は甲府盆地の南縁に位置し、西流する笛吹川左岸の山裾に立地する。甲府盆地南端には東西に曽根丘陵が広がり、一帯は弥生時代後期から古墳時代にかけての遺跡・古墳が濃密に分布する。大鳥居には曽根丘陵支丘上に古墳時代・5世紀後半台の築造と推定される王塚古墳が存在し、古くから定住が進んでいた地域であると考えられている。中世には浅利郷、近世には上大鳥居村が成立する。

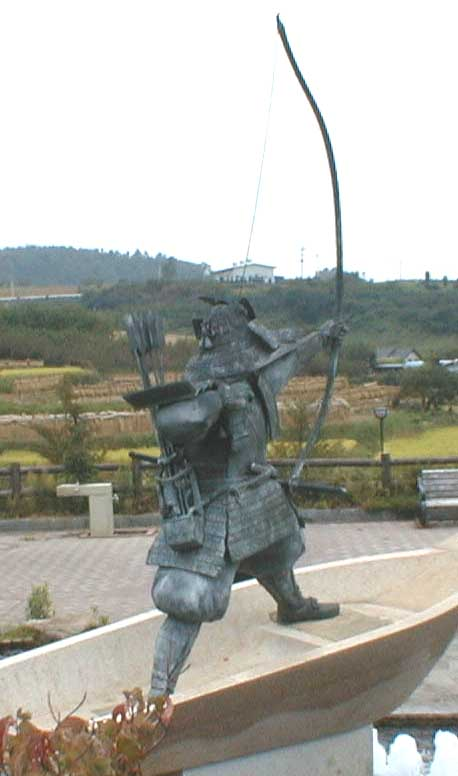
浅利与一銅像
（豊富シルクの里公園）

平安時代後期の大治5年（1130年）には源義清・清光（逸見清光）親子が常陸国（茨城県）から甲斐国へ移り、その子孫は甲府盆地の各地へ進出し甲斐源氏の一族となった。清光の子浅利義遠（義成、与一）は浅利郷を本拠とするが、義清・清光親子は当初市河荘（中央市から中巨摩郡昭和町、西八代郡市川三郷町一帯）を根拠地としており、浅利氏が本拠とした浅利郷はこれに近い。浅利義遠の墓所も大福寺の付近に所在している。
義遠は治承4年（1180年）からの治承・寿永の乱において甲斐源氏の一族とともに活躍しており、特に『平家物語』巻十一に拠る壇ノ浦の戦いにおける遠矢の名手としての活躍が知られる。
寺伝に拠れば、創建は奈良時代の天平年間とされ、甲府市右左口（うばぐち）の円楽寺末寺であったという。平安時代後期には甲斐源氏の一族・一条忠頼（清光の孫にあたる）の子とされる「飯室禅師光厳」により再興され（『尊卑分脈』）、さらに鎌倉時代の建暦年間（1211年 - 1213年には浅利義遠により伽藍の再建・寺領の寄進が行われたという（『東八代郡誌』）。寺には多聞天立像のほか、浅利義遠の位牌が伝来している。
七堂伽藍を有する寺院であったが、天正10年（1582年)に、織田信長軍の甲州征伐の兵火により伽藍を焼失した。その後、江戸時代になり伽藍が再建された。
旧本尊の聖観世音菩薩は、この地域の地名から「飯室観音」と称され、甲斐国三十三観音霊場の11番の札所本尊として信仰を集めた。
多聞天立像は平安時代後期（12世紀）の作で、像高は100.0センチメートル。一木造・彩色・彫眼。甲冑をまとい、背中に背板風の蓋板を宛てる。右手に宝棒、左手に宝塔を捧げている。大福寺観音堂の観音菩薩像・不動明王像と一具である可能性が指摘される。
大福寺観音堂の観音菩薩像は、木造寄木造りで彫眼、像高は3.60メートルの巨像、平安後期のものといわれている。山梨県の指定文化財になっている。

## 伽藍
- 本堂
- 観音堂（飯室観音堂）
- 薬師堂
- 鐘楼堂

明治36年（1903年）11月に出版された銅版画『日本寺社名鑑 甲斐国之部』に「飯室山大福寺之景」として伽藍の様子が描かれている。